# I-21 (подводная лодка)
I-21 (яп. 伊号第二一潜水艦 И-го дай нидзю-ити сенсуи-кан) — японская подводная лодка типа «I-15», состоявшая на вооружении Императорского флота Японии во время Второй мировой войны. Одна из самых успешных подводных лодок ВМС Японии: в 1942 году она участвовала в нападении на Сидней-Харбор и за два рейда у австралийского побережья потопила союзные корабли общим водоизмещением 44 тысячи тонн.

## Общее описание
Подводные лодки типа «I-15» (типа B1) — дальнейшее развитие подводных лодок подтипа KD6 типа «Кайдай». Лодки типа «I-15» оснащались гидросамолётом для ведения разведки в море. Водоизмещение — 2631 т в надводном положении и 3713 т в подводном положении. Главные размерения: длина 108,7 м, ширина 9,3 м и осадка 5,1 м. Рабочая глубина — 100 м.
Главная энергетическая установка состояла из двух дизельных двигателей, каждый из которых при мощности в 6200 л. с. приводил в движение по одному винту. Мощность электромотора, применявшегося для перемещения под водой — 1000 л. с. Максимальная скорость — 23,6 узла на поверхности и 8 узлов под водой. Дальность плавания над водой — 14 тысяч морских миль при скорости 16 узлов, под водой — 96 морских миль при скорости 3 узла.
Подлодка была вооружена шестью носовыми 533-мм торпедными аппаратами и несла на борту до 17 торпед. Артиллерия — 140-мм морское орудие Тип 11-й год и два 25-мм зенитных орудия Тип 96.. В районе капитанского мостика располагался авиаангар, на передней палубе находилась авиационная катапульта.
Тип подводных лодок «I-15» (или «B1») был крупнейшим по числу построенных для японского флота субмарин — было построено 18, из которых до конца войны дожила только субмарина I-36.

## Служба
Заложена 7 января 1939 года на верфи Кавасаки в Кобе, спущена на воду 24 февраля 1940 года. 15 июля 1941 года принята в 1-ю эскадру 3-го дивизиона подводных лодок в составе 6-го флота. Базировалась в военно-морском округе Йокосука. 31 октября 1941 года командиром подлодки назначен Мацумура Кандзи, 10 ноября на борту крейсера «Катори» он принял участие во встрече с вице-адмиралом Мицуми Симидзу, который сообщил о готовящейся атаке на Перл-Харбор.

### Нападение на Перл-Харбор
19 ноября I-21 вышла из Йокосуки и прибыла 22 ноября в залив Хитокаппу к острову Итуруп, а 26 ноября вышла к Гавайским островам в авангарде Авианосных ударных сил Императорского флота Японии. 2 декабря 1941 года было передано кодовое сообщение «Взбирайтесь на гору Ниитака», что означало начало боевых действий 8 декабря по японскому времени. 7 декабря 1941 года I-21 отправилась патрулировать воды севернее Оаху, а 9 декабря сообщила об обнаружении одного авианосца типа «Лексингтон» и двух крейсеров. Эскадра подлодок получила приказ потопить их, однако погоня была задержана из-за поломок в дизельных двигателях и электромоторах. Также I-21 была засечена несколькими бомбардировщиками Douglas SBD Dauntless и вынуждена была уклоняться от их налётов. 14 декабря приказ о преследовании был отменён, и подлодка I-21 отправилась к американским берегам (к мысу Аргелло у штата Калифорния) для организации подводной войны против американских грузовых кораблей.

### ТорпедированиеSS Montebello
23 декабря 1941 года I-21 обнаружила нефтяной танкер SS Montebello водоизмещением 8272 брт, принадлежавший компании Union Oil Company. Судно длиной 130 м, построенное в 1921 году, шло из порта Сан-Луис в Ванкувер. В 5:30 I-21 выпустила две торпеды с расстояния в 2 км: одна из торпед прошла мимо, вторая угодила в насосное отделение и склад с грузом. Экипаж из 38 человек покинул корабль на шлюпках, которые были обстреляны моряками с I-21, но никто не погиб. Судно затонуло на глубине 270 м, в 6,4 км к югу от маяка Пьедрас-Бланкас 35°35′ с. ш. 121°16′ з. д..
Остатки судна были обнаружены в ноябре 1996 года подводными исследователями, которые засняли палубу с борта двухместной мини-субмарины. На борту «Монтебелло» было 16 тыс. м³ сырой нефти, которая, согласно исследованию 2010—2011 годов, вылилась сразу же в океан после затопления судна. В настоящее время судно покоится на территории национального морского заповедника Залив Монтеррей .

### Обстрел Ньюкасла
8 июня 1942 года I-21 обстреляла австралийский город Ньюкасл. Были повреждены здания в порту города и несколько заводских зданий, однако никто не пострадал.

### АтакаUSS Porter
26 октября 1942 года в бою у островов Санта-Крус, согласно официальным данным, I-21 торпедировала американский эсминец «Портер», который получил серьёзные повреждения и был покинут экипажем. Ряд историков оспаривают это заявление и полагают, что эсминец затонул после попадания случайной торпеды от бомбардировщика-торпедоносца Grumman TBF Avenger.

### ТорпедированиеSS Kalingo
17 января 1943 года I-21 торпедировала транспорт SS Kalingo компании Union Steam Ship Company в 180 км к востоку от Сиднея. Погибли два пожарных, 32 члена экипажа добрались до берега на спасательном судне.

### ТорпедированиеSS Iron Knight
Транспорт SS Iron Knight компании BHP Shipping, перевозивший железную руду, шёл в составе конвоя из 10 кораблей у восточного побережья Нового Южного Уэльса 8 февраля 1943 года. В 2:30 к северу от залива Туфолд I-21 выпустила торпеду в сторону конвоя, будучи никем не замеченной. Торпеда прошла перед носом у тральщика «Таунсвилль» типа «Батерст» и попала в «Айрон Найт». Судно пошло ко дну за две минуты, погибло 36 человек (в том числе и командир). Многие из членов экипажа не могли вырваться, поскольку находились на нижней палубе. Выжило только 14 человек, которых подобрал эсминец «Ле Триомфант». Тральщик «Милдара» преследовал субмарину I-21 ещё несколько дней. 4 июня 2006 года палубу судна «Айрон Найт» обнаружили местные рыбаки в водах около города Бермагуи на глубине 125 м. К месту гибели судна возложили венки семьи и родственники экипажа. Единственный доживший до того момента член экипажа, Джон Стоун, не смог прибыть на место крушения из своего родного дома в южной Виктории.

### ТорпедированиеStarr King

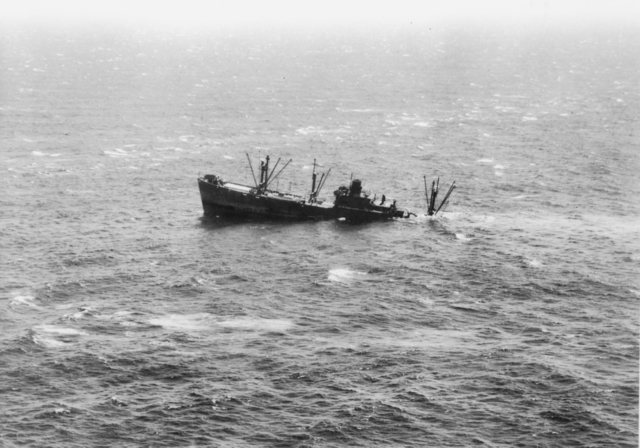
Старр Кинг идёт ко дну у Порт-Макуори (10 февраля 1943)

11 февраля 1943 года I-21 торпедировала американский сухогруз Starr King водоизмещением 7176 брт. Судно принадлежало компании Liberty Ship, торпедирование произошло у города Порт-Макуори в Новом Южном Уэльсе. Все члены экипажа выжили, их подобрал эсминец «Уаррамунга».

### Другие торпедированные корабли
- 18 января 1943 года I-21 торпедировала танкер Mobilube в 97 км от Сиднея, погибло 3 человека[15].
- 22 января 1943 года I-21 торпедировала судно Peter H. Burnett в 680 км к северу от Сиднея. Судно отбуксировал тральщик «Милдара» в Сидней[15].

### Гибель
27 ноября 1943 года подводная лодка I-21 передала своё последнее сообщение: она находилась у островов Гилберта. С этого момента с ней была потеряна всякая связь. Предполагается, что она погибла 29 ноября 1943 года у атолла Тарава: согласно официальным отчётам, бомбардировщики TBF Avengers, взлетевшие с борта авианосца «Ченанго», в этот день уничтожили одну подлодку типа B1, коей и может быть I-21.